# Пјано дел Понте (Пескара)
Пјано дел Понте (итал. Piano del Ponte) је насеље у Италији у округу Пескара, региону Абруцо.
Према процени из 2011. у насељу је живело 20 становника. Насеље се налази на надморској висини од 216 м.